# Püspökmajor
A Püspökmajor vagy Püspökmajori lakótelep, régebbi nevén Felszabadulás lakótelep Szentendre egyik városrésze.

## Története

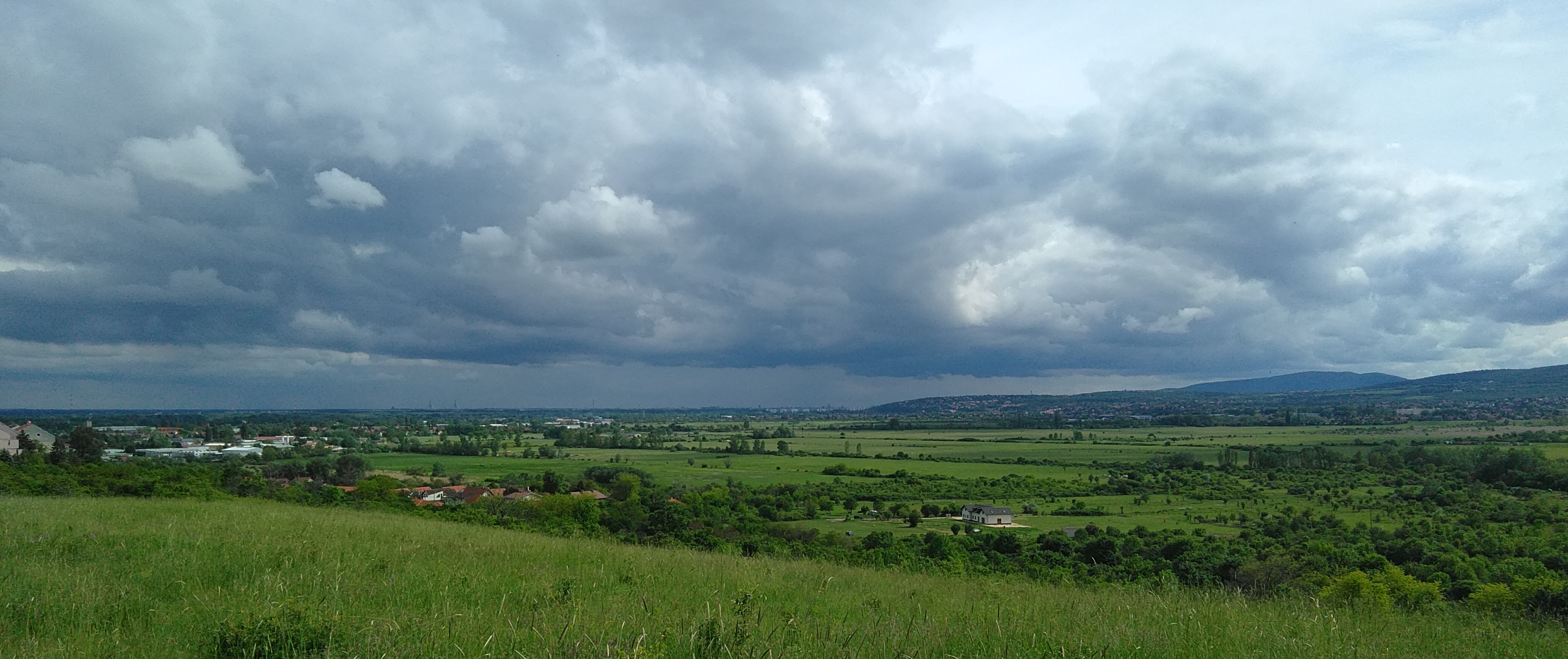
A Pomázi-sík a lakótelepről, a kép jobb szélén a Pilis vonulatai húzódnak

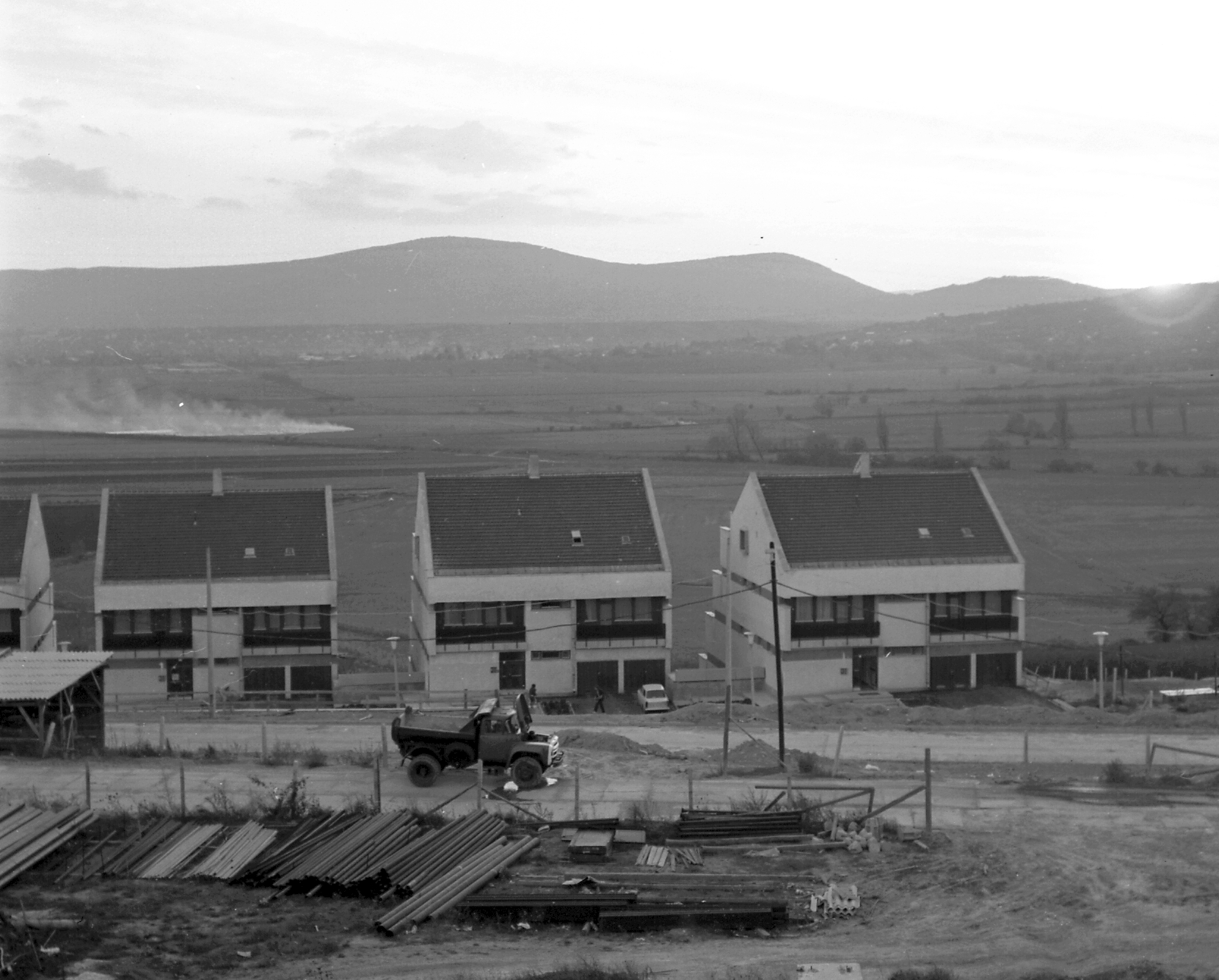
1978-as kép az épülő lakótelepről

A Visegrádi-hegység délkeleti peremén, Dobos-hegy előterében, a Pomázi-sík és a Bükkös-patak völgye közötti fennsíkon 1974-1984 között épült lakótelepen nem csupán lakóházak állnak, hanem közintézmények (például: iskola és uszoda) is működnek. Az 1970-es évek végének nagyarányú, egylépéses belterületbe csatolása a Szentendre lakóterületét többszörösére növelte. A lakóövezet terjeszkedése a Szentendrén hagyományos gyümölcstermesztésnek és kertművelésnek gyakorlatilag véget vetett.[forrás?]

## Nevezetességei, emlékművek
A városrész déli részén helyezkedik el a több mint százéves Szerb-Kálvária. A Kálvária Téren található Pap Lajos által készített Trianon emlékművet 2010. június 4-én adta át a Szentendrei Önkormányzat. A lakótelepen található városi nevezetesség a V8, teljes nevén Vizes Nyolcas Uszoda és Szabadidõközpont. A komplexum ünnepélyes keretek között, 2009. május 1-jén nyitotta meg kapuit a nagyközönség előtt.
A városrészt délről határoló Radnóti Miklós utcáról pazar kilátás nyílik a Pomázi-síkra, a Pilis és a Visegrádi-hegység hegyvidékére.

## Fontosabb intézmények
- Püspökmajor Lakótelepi Bölcsőde[4]

- Püspökmajor Lakótelepi Tagóvoda[5]

- Móricz Zsigmond Gimnázium[6]

- Barcsay Jenő Általános Iskola[7]

- V8 uszoda[8]